# Les Pujades (Castellterçol)
Les Pujades és una masia del terme municipal de Castellterçol, al Moianès.
Està situada al sud de la vila de Castellterçol, a l'extrem meridional del terme, prop del límit amb Gallifa. És al sud-est de Sant Julià d'Úixols, parròquia a la qual pertanyia.